# Molophilus tripectinatus
Molophilus tripectinatus är en tvåvingeart som beskrevs av Alexander 1927. Molophilus tripectinatus ingår i släktet Molophilus och familjen småharkrankar. Inga underarter finns listade i Catalogue of Life.